# Taekwondo op de Olympische Zomerspelen 2024

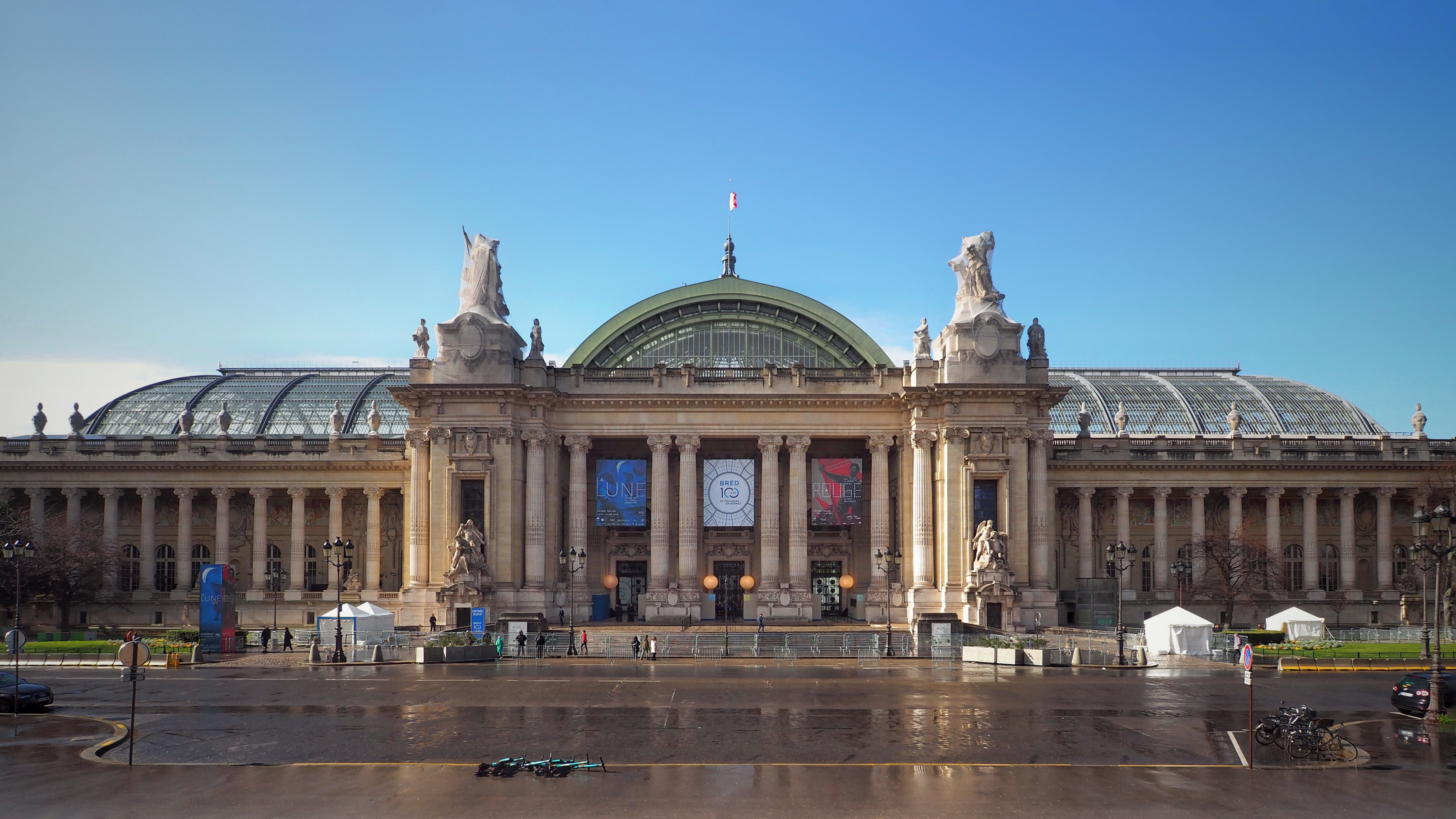
Grand Palais (2019)

Taekwondo was een van de olympische sporten die beoefend wordt tijdens de Olympische Zomerspelen 2024 in Parijs. De wedstrijden vonden plaats in de Grand Palais in Parijs van 7 t/m 10 augustus.
Het deelnemersveld bestond uit 128 atleten, 64 per geslacht, die in acht gewichtsklassen uitkwamen.

## Kwalificatie
Per gewichtsklasse, vier bij de mannen en vier bij de vrouwen, waren zestien plaatsen beschikbaar. Een Nationaal Olympisch Comité (NOC) mocht maximaal acht atleten afvaardigen en maximaal een atleet per onderdeel. Een quotaplaats werd via de kwalificatie toegekend aan een NOC en niet aan een atleet. Gastland Frankrijk was verzekerd van deelname aan vier van de acht evenementen. Vier plaatsen – twee per geslacht en verspreid over de acht onderdelen – werden toegewezen door de olympische tripartitecommissie. De overige 120 plaatsen werden via kwalificatie verkregen, waarvan het proces voor alle onderdelen gelijk was.
Per onderdeel kwalificeerden vijf atleten zich via de olympische ranglijst van 3 december 2023. De acht winnaars van Grand Slam Series in december 2023 plaatsten zich eveneens voor de Spelen indien ze zich nog niet gekwalificeerd hadden; anders kwam de quotaplaats toe aan het NOC van de hoogst geklasseerde taekwondoka op de olympische ranglijst die zich nog niet gekwalificeerd had. Tot slot werden er in totaal 72 quotaplaatsen vergeven middels continentale kwalificatietoernooien. Aan de continentale toernooien mochten alleen NOC's deelnemen waarvan minder dan twee atleten per geslacht zich hadden gekwalificeerd via de olympische ranglijst. Voor Afrika (10-11 februari 2024), Amerika (9-10 aprl 2024), Azië (15-26 maart 2024) en Europa ((9-10 maart 2024) waren elk zestien quotaplaatsen te verdienen – twee per evenement – en voor Oceanië (6 april 2024) acht plaatsen – een per evenement.

## Competitieschema
| F | Finale |

| Datum →     | 7      | 8      | 9      | 10     |
| Onderdeel ↓ | 7      | 8      | 9      | 10     |
| Mannen      | Mannen | Mannen | Mannen | Mannen |
| ----------- | ------ | ------ | ------ | ------ |
| –58 kg      | F      |        |        |        |
| –68 kg      |        | F      |        |        |
| –80 kg      |        |        | F      |        |
| +80 kg      |        |        |        | F      |
| Vrouwen     |        |        |        |        |
| –49 kg      | F      |        |        |        |
| –57 kg      |        | F      |        |        |
| –67 kg      |        |        | F      |        |
| +67 kg      |        |        |        | F      |

## Medailles

### Medaillewinnaars
| Onderdeel                  | Goud | Goud                   | Zilver | Zilver             | Brons   | Brons                                |
| -------------------------- | ---- | ---------------------- | ------ | ------------------ | ------- | ------------------------------------ |
| Vlieggewicht (-58 kg) (m)  | KOR  | Park Tae-joon          | AZE    | Gashim Magomedov   | FRA TUN | Cyrian Ravet Mohamed Khalil Jendoubi |
| Lichtgewicht (-68 kg) (m)  | UZB  | Ulugbek Rashitov       | JOR    | Zaid Kareem        | CHN BRA | Liang Yushuai Edival Pontes          |
| Middengewicht (-80 kg) (m) | TUN  | Firas Katoussi         | IRI    | Mehran Barkhordari | ITA DEN | Simone Alessio Edi Hrnic             |
| Zwaargewicht (+80 kg) (m)  | IRI  | Arian Salimi           | GBR    | Caden Cunningham   | CUB CIV | Rafael Alba Cheick Sallah Cissé      |
|                            |      |                        |        |                    |         |                                      |
| Vlieggewicht (-49 kg) (v)  | THA  | Panipak Wongpattanakit | CHN    | Guo Qing           | IRI CRO | Mobina Nematzadeh Lena Stojković     |
| Lichtgewicht (-57 kg) (v)  | KOR  | Kim Yu-jin             | IRI    | Nahid Kiani        | CAN BUL | Skylar Park Kimia Alizadeh           |
| Middengewicht (-67 kg) (v) | HUN  | Viviana Márton         | SRB    | Aleksandra Perišić | USA BEL | Kristina Teachout Sarah Chaâri       |
| Zwaargewicht (+67 kg) (v)  | FRA  | Althéa Laurin          | UZB    | Svetlana Osipova   | KOR TUR | Lee Da-bin Nafia Kuş                 |

### Medaillespiegel
| Plaats | Land             | NOC    | Goud | Zilver | Brons | Totaal |
| ------ | ---------------- | ------ | ---- | ------ | ----- | ------ |
| 1      | Zuid-Korea       | KOR    | 2    | 0      | 1     | 3      |
| 2      | Iran             | IRI    | 1    | 2      | 1     | 4      |
| 3      | Oezbekistan      | UZB    | 1    | 1      | 0     | 2      |
| 4      | Frankrijk        | FRA    | 1    | 0      | 1     | 2      |
| 4      | Tunesië          | TUN    | 1    | 0      | 1     | 2      |
| 6      | Hongarije        | HUN    | 1    | 0      | 0     | 1      |
| 6      | Thailand         | THA    | 1    | 0      | 0     | 1      |
| 8      | China            | CHN    | 0    | 1      | 1     | 2      |
| 9      | Azerbeidzjan     | AZE    | 0    | 1      | 0     | 1      |
| 9      | Groot-Brittannië | GBR    | 0    | 1      | 0     | 1      |
| 9      | Jordanië         | JOR    | 0    | 1      | 0     | 1      |
| 9      | Servië           | SRB    | 0    | 1      | 0     | 1      |
| 13     | België           | BEL    | 0    | 0      | 1     | 1      |
| 13     | Brazilië         | BRA    | 0    | 0      | 1     | 1      |
| 13     | Bulgarije        | BUL    | 0    | 0      | 1     | 1      |
| 13     | Canada           | CAN    | 0    | 0      | 1     | 1      |
| 13     | Cuba             | CUB    | 0    | 0      | 1     | 1      |
| 13     | Denemarken       | DEN    | 0    | 0      | 1     | 1      |
| 13     | Kroatië          | CRO    | 0    | 0      | 1     | 1      |
| 13     | Italië           | ITA    | 0    | 0      | 1     | 1      |
| 13     | Ivoorkust        | CIV    | 0    | 0      | 1     | 1      |
| 13     | Turkije          | TUR    | 0    | 0      | 1     | 1      |
| 13     | Verenigde Staten | USA    | 0    | 0      | 1     | 1      |
| Totaal | Totaal           | Totaal | 8    | 8      | 16    | 32     |

Seoel 1988 (demonstratie) · 
Barcelona 1992 (demonstratie) · 
Sydney 2000 · 
Athene 2004 · 
Peking 2008 · 
Londen 2012 · 
Rio de Janeiro 2016 · 
Tokio 2020  · 
Parijs 2024  · 
Los Angeles 2028 
Medaillewinnaars
Atletiek · Badminton · Basketbal · Boksen · Boogschieten · Breaking · Gewichtheffen · Golf · Gymnastiek · Handbal · Hockey · Judo · Kanovaren · Klimsport · Moderne vijfkamp · Paardensport · Roeien · Rugby · Schermen · Schietsport · Schoonspringen · Skateboarden  · Surfen · Synchroonzwemmen · Taekwondo · Tafeltennis · Tennis · Triatlon · Voetbal · Volleybal · Waterpolo · Wielersport · Worstelen · Zeilen · Zwemmen